# Lijst van voetbalinterlands Duitse Democratische Republiek - Marokko
Deze lijst van voetbalinterlands geeft een overzicht van alle officiële voetbalwedstrijden tussen de nationale teams van de Duitse Democratische Republiek en Marokko. De landen hebben viermaal tegen elkaar gespeeld. De eerste ontmoeting, een vriendschappelijke wedstrijd, werd gespeeld in Casablanca op 11 december 1960. Het laatste duel, eveneens een vriendschappelijke wedstrijd, vond plaats op 2 maart 1988 in Mohammedia.

## Wedstrijden
| № | Plaats     | Datum            | Competitie        | Wedstrijd                                | Uitslag |
| - | ---------- | ---------------- | ----------------- | ---------------------------------------- | ------- |
| 1 | Casablanca | 11 december 1960 | Vriendschappelijk | Marokko − Duitse Democratische Republiek | 2 − 3   |
| 2 | Erfurt     | 21 juni 1961     | Vriendschappelijk | Duitse Democratische Republiek − Marokko | 1 − 2   |
| 3 | Casablanca | 10 december 1961 | Vriendschappelijk | Marokko − Duitse Democratische Republiek | 2 − 0   |
| 4 | Mohammedia | 2 maart 1988     | Vriendschappelijk | Marokko − Duitse Democratische Republiek | 2 − 1   |

## Samenvatting
| Competitie        | Totaal gespeeld | Winst DDR | Gelijk | Winst Marokko | Doelsaldo DDR – Marokko |
| ----------------- | --------------- | --------- | ------ | ------------- | ----------------------- |
| Vriendschappelijk | 4               | 1         | 0      | 3             | 5 − 8                   |
| Totaal            | 4               | 1         | 0      | 3             | 5 − 8                   |

Wedstrijden bepaald door strafschoppen worden, in lijn met de FIFA, als een gelijkspel gerekend.

## Details

### Vierde ontmoeting
| Vriendschappelijk (Mohammedia, Marokko, 2 maart 1988):        |       |                                |
| Marokko                                                       | 2 – 1 | Duitse Democratische Republiek |
| Abderrazad Khairi 23' Kheira Hamraoui 89'                     | goals | 90' Rainer Ernst               |
| - Laatste interland van Matthias Liebers (59ste) voor de DDR. |       |                                |